# Masters de Cincinnati 2002
El Masters de Cincinnati 2002 (también conocido como Western & Southern Financial Group Masters por razones de patrocinio) fue un torneo de tenis jugado sobre pista dura. Fue la edición número 101 de este torneo. El torneo masculino formó parte de los ATP World Tour Masters 1000 en la ATP. Se celebró entre el 5 de agosto y el 12 de agosto de 2002.

## Campeones

### Individuales masculinos
Carlos Moyá vence a  Lleyton Hewitt, 7–5, 7–6(7–5).

### Dobles masculinos
James Blake /  Todd Martin vencen a  Mahesh Bhupathi /  Max Mirnyi, 7–5, 6–3.
| Predecesor: Cincinnati 2001 | Masters de Cincinnati 2002 | Sucesor: Cincinnati 2003 |